# 데릭 콜먼

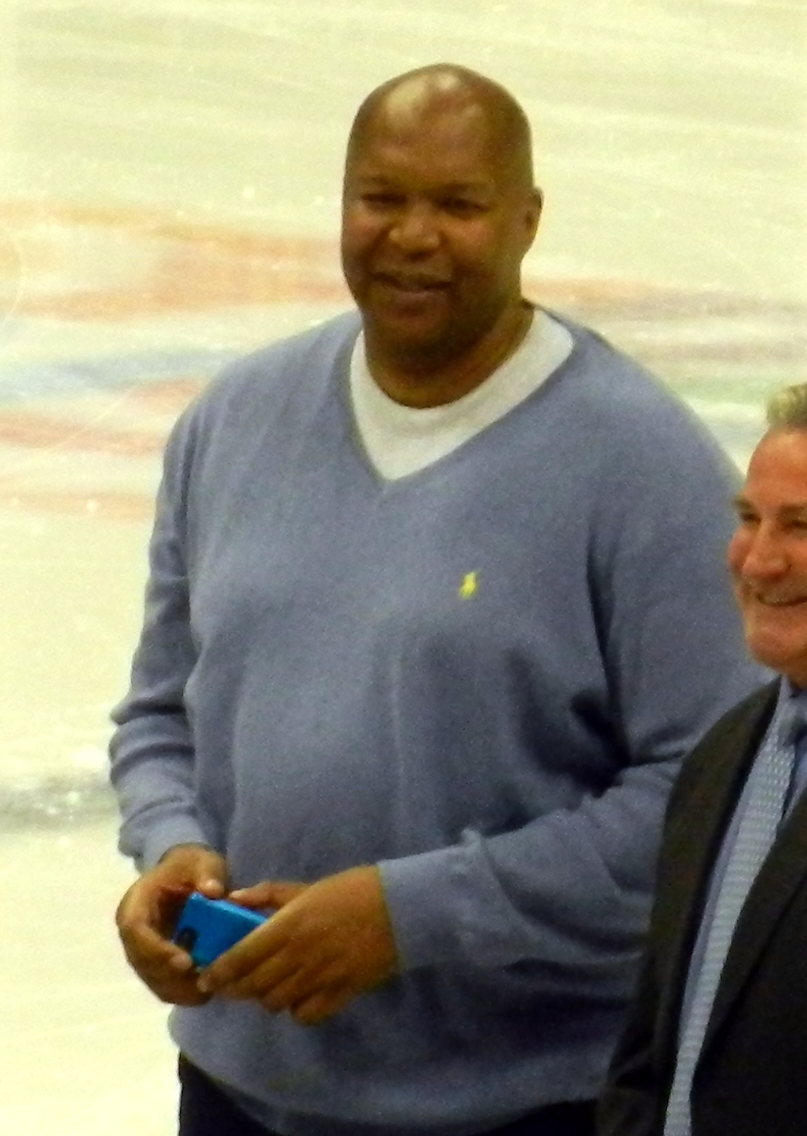
2014년 모습

데릭 콜먼(Derrick Coleman, 본명: 데릭 디미트리우스 콜먼, Derrick Demetrius Coleman, 1967년 6월 21일 ~)은 미국의 전직 프로 농구 선수이다. 콜먼은 시러큐스 대학교를 다녔으며 1990년 NBA 드래프트에서 뉴저지 네츠(New Jersey Nets)에 전체 1순위로 지명되었다.
경력 전반에 걸쳐 왼손잡이 콜먼은 평균 16.5 득점과 9.3 리바운드를 기록하는 효과적인 로우 포스트 득점자였다. 뉴저지 네츠의 일원으로서 경기당 평균 19.8득점과 10.6리바운드를 기록하며 최고의 시절을 보냈다. 콜먼이 NBA에 입성했을 때 그는 칼 멀론, 찰스 바클리와 같은 엘리트 파워 포워드와 비교되었으며 3점슛 능력이 추가된 것 외에는 비슷한 수치를 기록할 것으로 예상되었다. 콜먼은 1994년 NBA 올스타 팀에 합류했지만 그의 경력은 수많은 부상과 태도 문제로 인해 빛이 가려졌다. 스포츠 일러스트레이티드는 "콜먼은 역대 최고의 파워 포워드가 될 수도 있었다. 대신에 그는 다음 월급을 보장받을 만큼 충분히 잘 뛰었다."라고 언급한 적이 있다.
2007년 기준 그는 디트로이트에서 개발자이자 기업가로 일하고 있었다. 또한 NBA TV의 "NBA 게임타임 라이브" 취재에 가끔 스튜디오 분석가로 출연하기도 했다.